# Allez coucher ailleurs
Pour plus de détails, voir Fiche technique et Distribution.
Allez coucher ailleurs (I Was a Male War Bride), également écrit Allez coucher ailleurs ! sur l'affiche, est un film américain de Howard Hawks, sorti en 1949.

## Synopsis
À Heidelberg, dans l'Allemagne occupée par les forces alliées après la Seconde Guerre mondiale, le capitaine français Henri Rochard et la lieutenante américaine Catherine Gates ont pour ordre de collaborer sur une mission malgré leurs antagonismes.

## Fiche technique
- Titre : Allez coucher ailleurs (ou Allez coucher ailleurs !)
- Titre original : I Was a Male War Bride
- Réalisation : Howard Hawks
- Scénario : Charles Lederer, Leonard Spigelgass et Hagar Wilde, d'après une histoire de Henri Rochard
- Musique : Cyril J. Mockridge
- Direction musicale : Lionel Newman
- Photographie : Osmond Borradaile et Norbert Brodine
- Direction artistique : Albert Hogsett et Lyle R. Wheeler
- Décors : Thomas Little et Walter M. Scott
- Costumes : Bonnie Cashin
- Montage : James B. Clark
- Production : Sol C. Siegel
- Société de production et de distribution : 20th Century Fox
- Pays de production : États-Unis
- Format : noir et blanc - 35 mm - 1,37:1 - son : mono (Western Electric Recording)
- Genre : comédie romantique, comédie loufoque, comédie militaire
- Durée : 105 minutes
- Dates de sortie :
  - États-Unis :19 août 1949
  - France : 21 décembre 1949

## Distribution

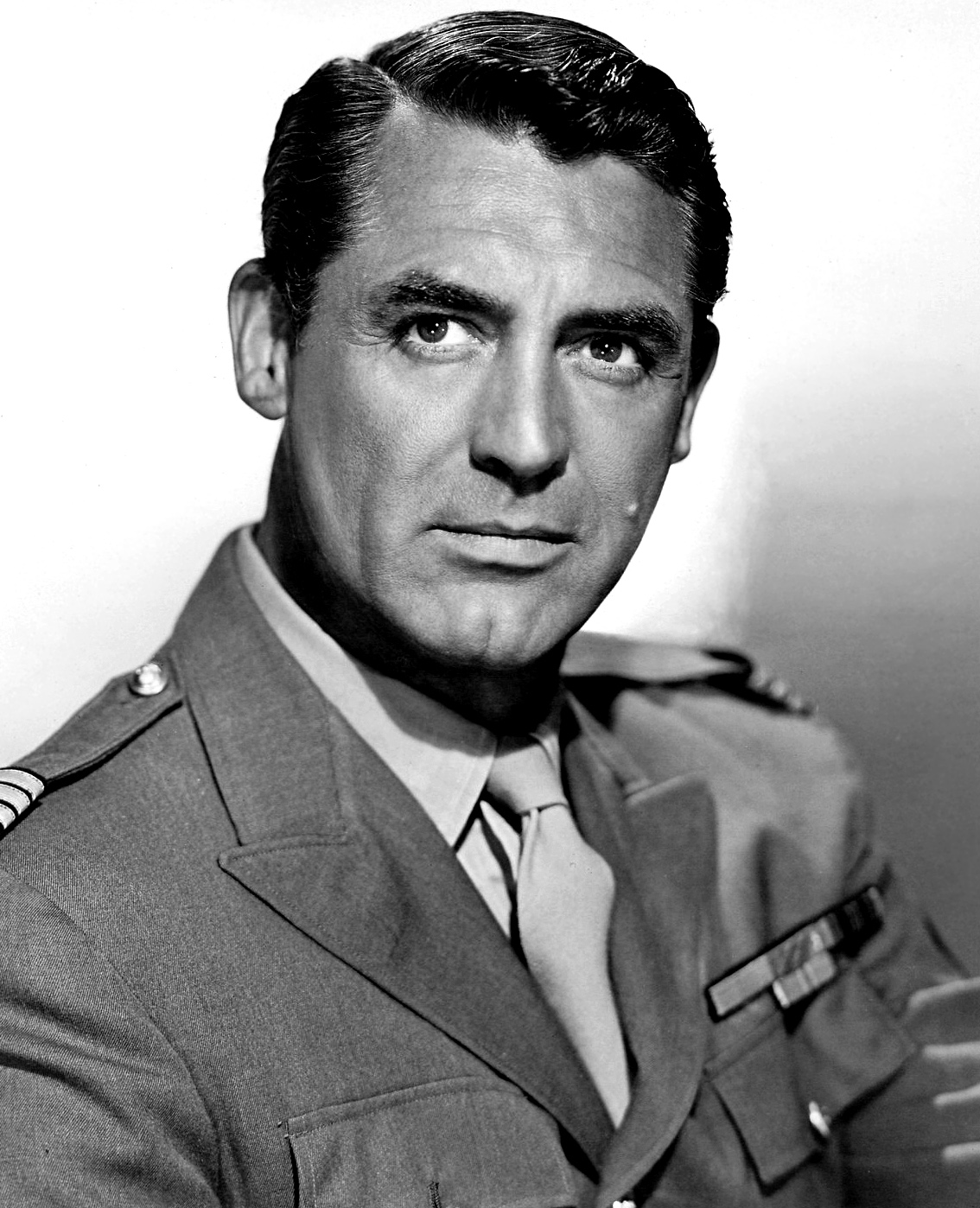
Cary Grant dans le costume du capitaine Henri Rochard.

- Cary Grant (VF : Jean Davy) : Capitaine Henri Rochard
- Ann Sheridan (VF : Lita Recio) : Lieutenant Catherine Gates
- Marion Marshall : Lieutenant Kitty Lawrence
- Randy Stuart : Lieutenant Eloise Billings
- Bill Neff : Capitaine Jack Ramsey

Acteurs non crédités
- Edward Platt
- Patricia Cutts

## Production
Le générique crédite Henri Rochard comme l'auteur de l'histoire dont est inspiré le film. Il s'agirait en réalité de l'Américain d'origine belge Roger H. Charlier.